# Inmigración alemana en Guatemala
Los alemanes en Guatemala constituyen una de las comunidades alemanas fuera de su país.
En Guatemala hay una importante comunidad alemana que se ha diseminado por todo el territorio nacional. Los alemanes han estado presentes en Guatemala desde el siglo XIX hasta en la actualidad. Hacia 1940, en Guatemala vivían 8000 alemanes. Actualmente se estima que viven alrededor de 4000 alemanes registrados ante el Consulado de Alemania en Guatemala, sin embargo no se cuantifica la numerosa población de ascendencia alemana. Guatemala continúa siendo el país centroamericano que posee la mayor comunidad alemana.

## Historia

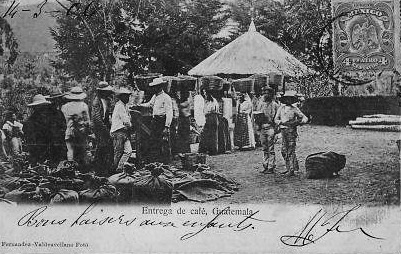
Entrega del café en una finca de alemanes.

La historia y la economía de Guatemala y de la Sierra Madre son inseparables de las venturas y desventuras de un grano rojo: el café. La colonización de la región, fomentada durante el gobierno del presidente Justo Rufino Barrios mediante las leyes de parcelización, atrajo a la región a las compañías deslindadoras y, detrás de ellas, a varias olas de inmigrantes entre las fronteras guatemaltecas y mexicanas. Posteriormente llegaron franceses, corsos, ingleses y españoles. Pero quienes le dieron el mayor empuje al cultivo del café fueron inmigrantes provenientes del sur y del occidente de Alemania.[cita requerida]
Cobán fue el centro de una gran colonia de los alemanes que fueron a Guatemala en el siglo xix para el cultivo del café. Una parte también estaba desarrollando el cultivo de té, cacao, vainilla y otros. A pesar de que la mayoría de los alemanes se establecieron en Cobán, otros lo hicieron en San Juan Chamelco, Xelaju (Quetzaltenango). La inmigración alemana empezó con Rodolfo Dieseldorff, en 1863 y luego otros grupos alemanes siguieron su ejemplo, ya que se hablaba muy bien del lugar. Lo que más les gustaba a los alemanes de la Verapaz era su «aislamiento natural, su clima templado y su suelo fértil, y las posibilidades de desarrollo agrícola y comercial».[cita requerida] Tuvieron buenos resultados porque, a finales de 1890, dos terceras partes de la producción cafetalera de ese departamento estaban en manos de alemanes. Los primeros colonos alemanes eran jóvenes que traían recursos propios, apoyo económico de familiares o garantías crediticias de firmas comerciales de su país para iniciar empresas agrícolas o comerciales, además de facilidades que incluían el transporte de sus productos agrícolas por medio de líneas navieras hasta el comprador en Alemania, según el libro Almas gemelas.
Dieseldorff formó un complejo de haciendas a lo largo de tres periodos: entre 1890 y 1898 adquirió las haciendas Seacté, Chiachal, Chascar, Secac-Ulpan, Santa Margarita, Paijá, Panzal y El Salto; entre 1898 y 1910 se hizo de las haciendas Raxpec, Santa Cecilia, Cubilgüitz, Chamcarel y Sacchicagua de Secol, San Diego-Yalpemech, Chichochoc, Chichaíc de Santa Margarita, Pocolá y Río Frío; y, después de 1924, adquirió las haciendas Sachamach, Tzimajil, Raxahá y Chiquixjí. Al mismo tiempo, Dieseldorff se fue haciendo de muchas parcelas indígenas y, para utilizar al máximo las instalaciones de su beneficio de café e incrementar el volumen de sus exportaciones, compraba café en cereza a los pequeños productores de la región de San Pedro Carchá mediante habilitaciones o adelantos de dinero, y también recibía café en pergamino de otros cafetaleros como Sterkel Hermanos, para procesarlo en oro. quien constituyó un emporio del aromático a finales del siglo xix.
Para 1900, Dieseldorff ya había establecido un verdadero emporio del café en la Verapaz. Asimismo, se convirtió en un influyente directivo de la Compañía de Transporte del Norte, de la Sociedad Agrícola y de la Compañía del Ferrocarril de la Verapaz. Al mismo tiempo, continuó haciendo diferentes estudios sobre arqueología maya, etnología y botánica, mostrando especial interés en coleccionar manuscritos históricos q'eqchi'es, que fue una de las actividades científicas que lo distinguió. El «barón del café» -como se le apodaba a Dieseldorff- fue un hombre que influyó de manera beligerante en la política regional y nacional, incluso llegó a definir algunas de las políticas de trabajo y reorganización del agro guatemalteco.
Otra de las familias alemanas más fuertes a fines del siglo xix fueron los Thomae. Las primeras fincas de Mauricio Thomae fueron:
| Año  | Finca       | Ubicación |
| ---- | ----------- | --------- |
| 1882 | Cubilgüitz  | Cobán     |
| 1889 | San Isidro  | Purulhá   |
| 1897 | Comija      | Tamahú    |
| 1897 | Popabaj     | Tucurú    |
| 1900 | Nueve Aguas | Purulhá   |
| 1902 | Panzal      | Purulhá   |
| 1902 | Rocjá       | Tamahú    |
| 1902 | Paijá       | Tucurú    |
| 1905 | Chimox      | Tucurú    |

Durante el gobierno de Jorge Ubico (1931-1944), Mauricio Thomae llegó consolidarse como uno de los terratenientes más influyentes de la Verapaz alemana junto a los Sarg, los Sapper y los Diesseldorf. Ubico había sido jefe político de Cobán durante el gobierno de Manuel Estrada Cabrera y amigo de varias familias alemanas, incluido Thomae.
Durante el siglo xx la familia Thomae continuó controlando, a través de varias fincas, buena parte del territorio de Purulhá por medio de sus fincas cafetaleras. Luego de «la crisis del café» en 2000, los Thomae diversificaron sus inversiones hacia al negocio hidroeléctrico, turístico y de incentivos forestales; de hecho en 2015 se planifica la construcción del megaproyecto Enerjá (25 MW) que se conectará al proyecto hidroeléctrico El Cafetal (8,36 MW) en la Finca Bremen, también de la familia Thomae.
Los alemanes se organizaron en una comunidad muy unida y solidaria. Hacían sus actividades sociales en el Club Alemán o Deutsche Verein, en Cobán, fundado en 1888. El lugar fue remodelado y equipado para dar un ambiente agradable en donde los alemanes se sintieran «como en su país»: había una biblioteca con libros y revistas donados por quienes viajaban a Alemania.

### Expulsión
A los alemanes se les permitió la doble nacionalidad, los hijos de alemanes podían ser guatemaltecos por nacer y tenían seguridad de que no dejarían de ser alemanes por sus padres. El historiador Francis Polo Sifontes cuenta que durante la Segunda Guerra Mundial muchos alemanes fueron llamados para prestar servicio militar en su país.[cita requerida] Después de la guerra, los alemanes quedaron prisioneros en los campos de concentración de Rusia, y algunos alegaban que eran guatemaltecos para evitar la prisión.[cita requerida]
Sin embargo, durante la Segunda Guerra Mundial empezó el fin de esta colonia europea: Estados Unidos pidió la salida de todos los alemanes de Guatemala.[cita requerida] Pese a que el presidente Jorge Ubico era simpatizante de la Alemania nazi, no pudo resistir a las presiones estadounidenses, por lo que se dio la intervención y expropiación de los bienes, así como la repatriación de los ciudadanos menores de edad y mujeres, mientras que los hombres fueron encerrados en campos de concentración en los Estados Unidos. Más tarde la mayoría de los terratenientes alemanes, fueron expulsados por el gobierno (bajo presión de los Estados Unidos), por apoyar el partido Nazi.
Además era de esperar que al producirse las dos guerras mundiales todos los alemanes de origen fueran obligados a abandonar sus propiedades. Por ejemplo, a Otto Mittelstädt, uno de los alemanes que llegaron a Alta Verapaz, tuvo que dejar el país durante la Primera Guerra Mundial. Se lo llevaron a México, pero pudo regresar.

## Economía
Se produjo una fuerte inmigración alemana en las Verapaces, la cual colaboró decididamente en la producción del café. El capital alemán dio origen a los latifundios neocoloniales en Guatemala, convirtiendo los antiguos feudos coloniales en propiedad capitalista, convirtiendo a Guatemala en una semicolonia del imperialismo alemán de finales del siglo xix.  Los alemanes en Guatemala abrieron el mercado en su país para el café guatemalteco y poco a poco se fueron convirtiendo en empresarios agrarios que se hicieron ricos por medio de las leyes que favorecían el uso de mano de obra indígena a muy bajo costo.
La producción de café para exportación que llevaron a cabo los alemanes se basaban en un sistema de origen feudal impulsado por el gobierno liberal de Justo Rufino Barrios que no pretendía mejorar las condiciones de vida de los campesinos indígenas sino que la propiedad comunal indígena pasara a manos de propietarios privados que acumularan el capital agrícola. Es más, las tierras comunales fueron adjudicadas preferiblemente a extranjeros después de ser declaradas baldías pues el propio Barrios consideraba que «un alemán valía por doscientos campesinos guatemaltecos».
Alta Verapaz fue en donde los alemanes se concentraron:  a fines del siglo xix los finqueros alemanes llegaron a acumular en sus manos tres cuartas
partes de la extensión total de los 8,686 km² que tenía el departamento. Además se constató que los campesinos huían de sus pueblos para no caer en manos de los finqueros, quienes además de despojarlos de sus tierras los obligaban a trabajar en las plantaciones y beneficios de café.
Para garantizar el suministro de «mozos colonos» para las fincas cafetaleras, Barrios decretó el Reglamento de Jornaleros que establecía lo siguiente para los indígenas:
1. Quedaron obligados a trabajar en las fincas cuando los dueños de éstas los necesitaran y sin importar en donde se encontraran.
2. Quedaron bajo la tutela de las autoridades locales, quienes se encargaban de velar porque los contingentes de indígenas fueran enviados a las fincas.
3. Quedaron sujetos a la habilitación: paga forzada anticipada, endeudadora del trabajador y justificadora de su envío a las fincas y de su retención en ellas.
4. Creación del libreto de jornaleros: documento probatorio de la solvencia del trabajador frente a su patrono, y sin la cual el trabajador estaba sujeto al rigor de las autoridades y de los dueños de fincas.[17]

Como resultado de este reglamento, hubo un notable aumento de las exportaciones, y se activó el intercambio con los países capitalistas;  tanto los antiguos conservadores aristócratas como los nuevos terratenientes cafetaleros se vieron beneficiados con estas medidas.
Lo que logró la política económica impulsada por Barrios fue la creación del capitalismo en la agricultura del país; muchos de los nuevos terratenientes alemanes eran capitalistas o gozaban de créditos en poderosos bancos o casas comerciales de Hamburgo. Se calcula que para 1898 -año en que se inició el gobierno del licenciado Manuel Estrada Cabrera-, los alemanes habían invertido en Guatemala más de ciento veinte millones de dólares norteamericanos. Por otra lado, debido al alto nivel de corrupción existente en el gobierno liberal, de entre sus filas surgieron muchos nuevos ricos, incluyendo a Justo Rufino Barrios, quien como principal promotor de la reforma agraria liberal muy pronto se convirtió en el principal exportador de café del país.
Para la exportación del café, los alemanes construyeron el Ferrocarril Verapaz, el cual fue fundado el 15 de enero de 1894 mediante la firma de un contrato por noventa años entre el estado de Guatemala -presidido por el General José María Reina Barrios- y el señor Walter Dauch, representante de la compañía «Ferrocarril Verapaz & Agencia del Norte Limitada». Este contrato preveía la construcción, mantenimiento y explotación de un tramo de ferrocarril entre el Puerto Fluvial de Panzós y el paraje de Pancajché, de treinta millas de extensión. El tren de pasajeros hacía sus servicios dos veces a la semana, los días lunes y jueves; además los días miércoles de cada semana llegaba al municipio de Panzós un barco de correos con pasajeros y carga procedente de Livingston (Izabal), Izabal. Además de las terminales en Panzós y Pancajché, había estaciones en Santa Rosita, La Tinta, y Papalhá.
En 1898, se reportó que dada la riqueza del café producido en Cobán, que en ese entonces era la tercera ciudad más grande de Guatemala, se estaba ampliando el ferrocarril desde Panzós hasta esa ciudad.  El ferrocarril estuvo en uso continuo hasta 1965.

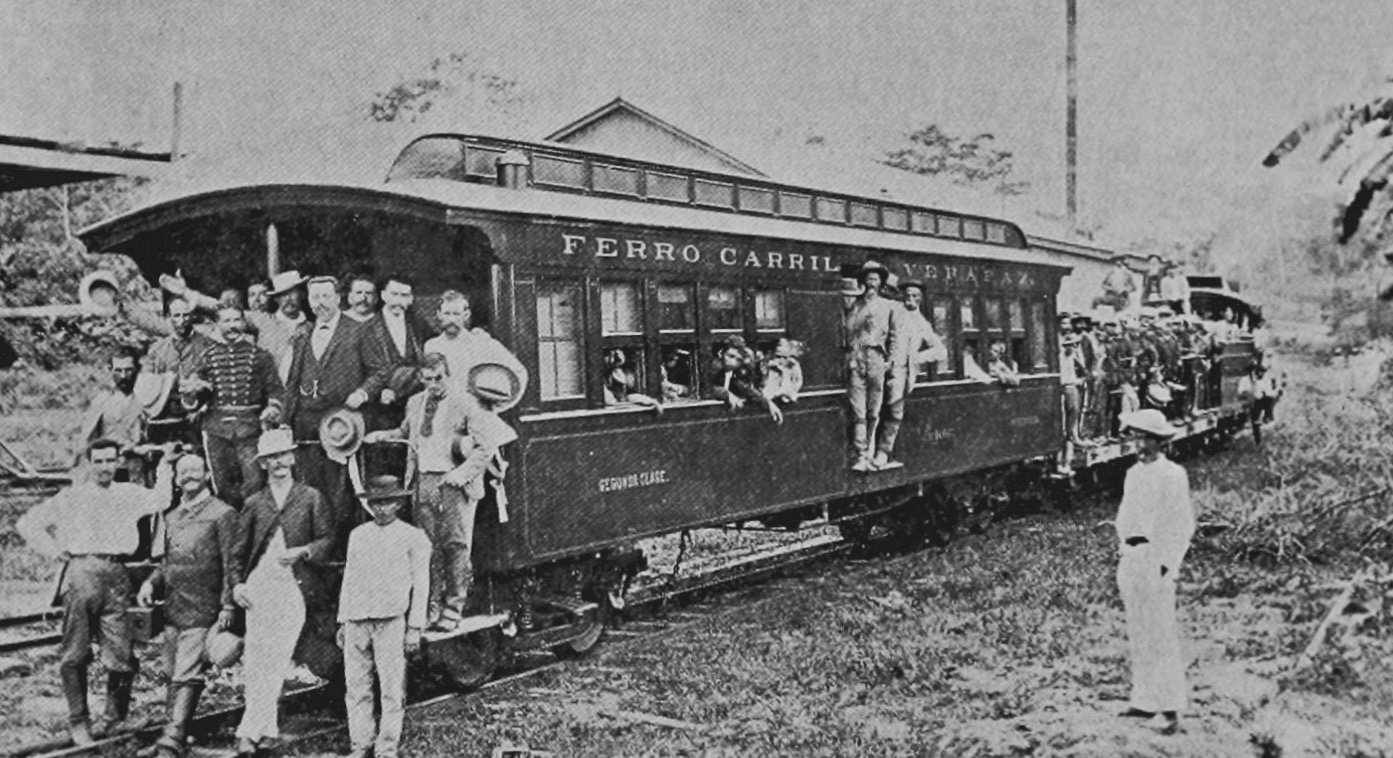
Viaje inaugural del Ferrocarril Verapaz en 1894
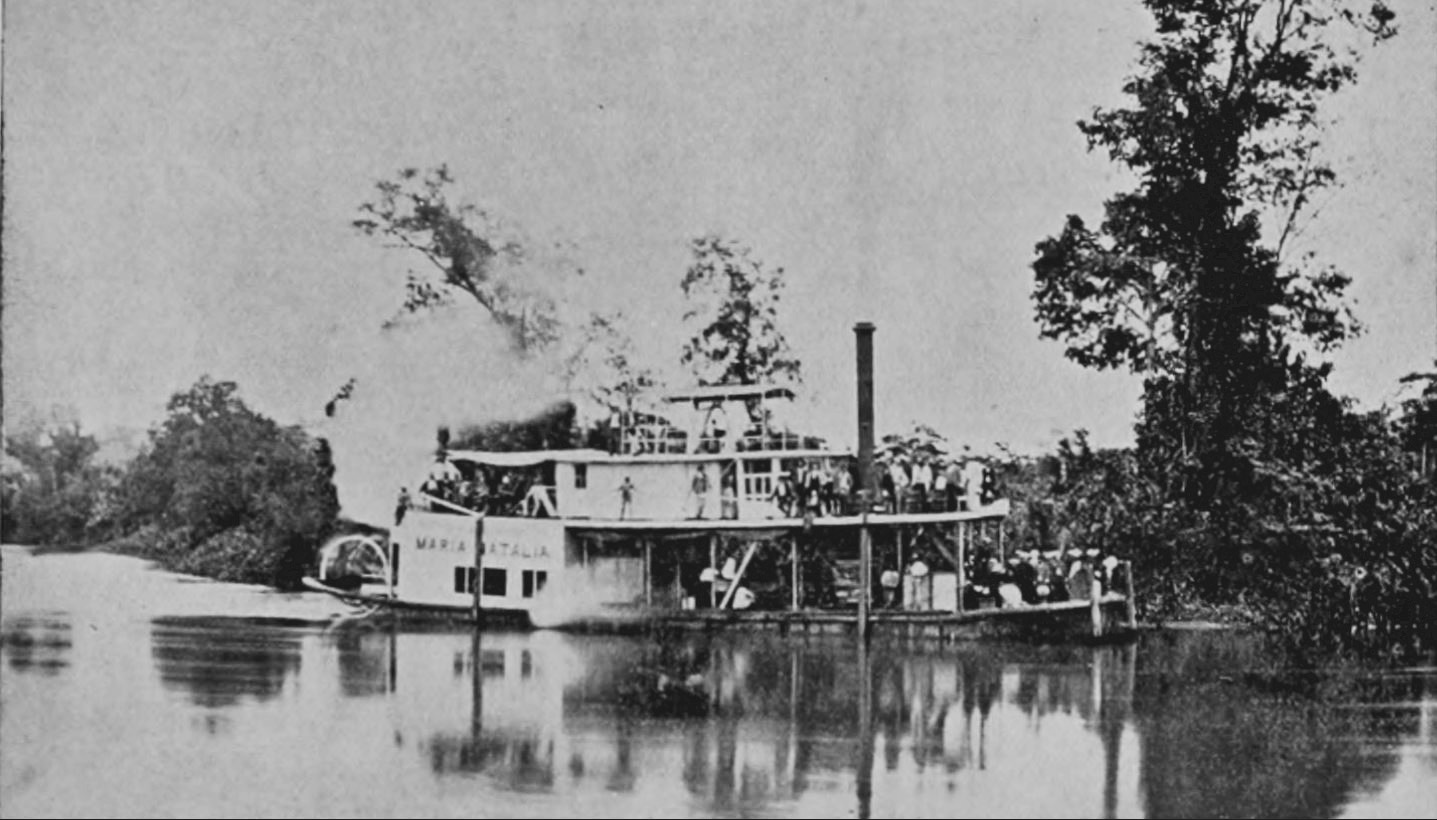
Vapor del ferrocarril Verapaz navegando por el río Polochic
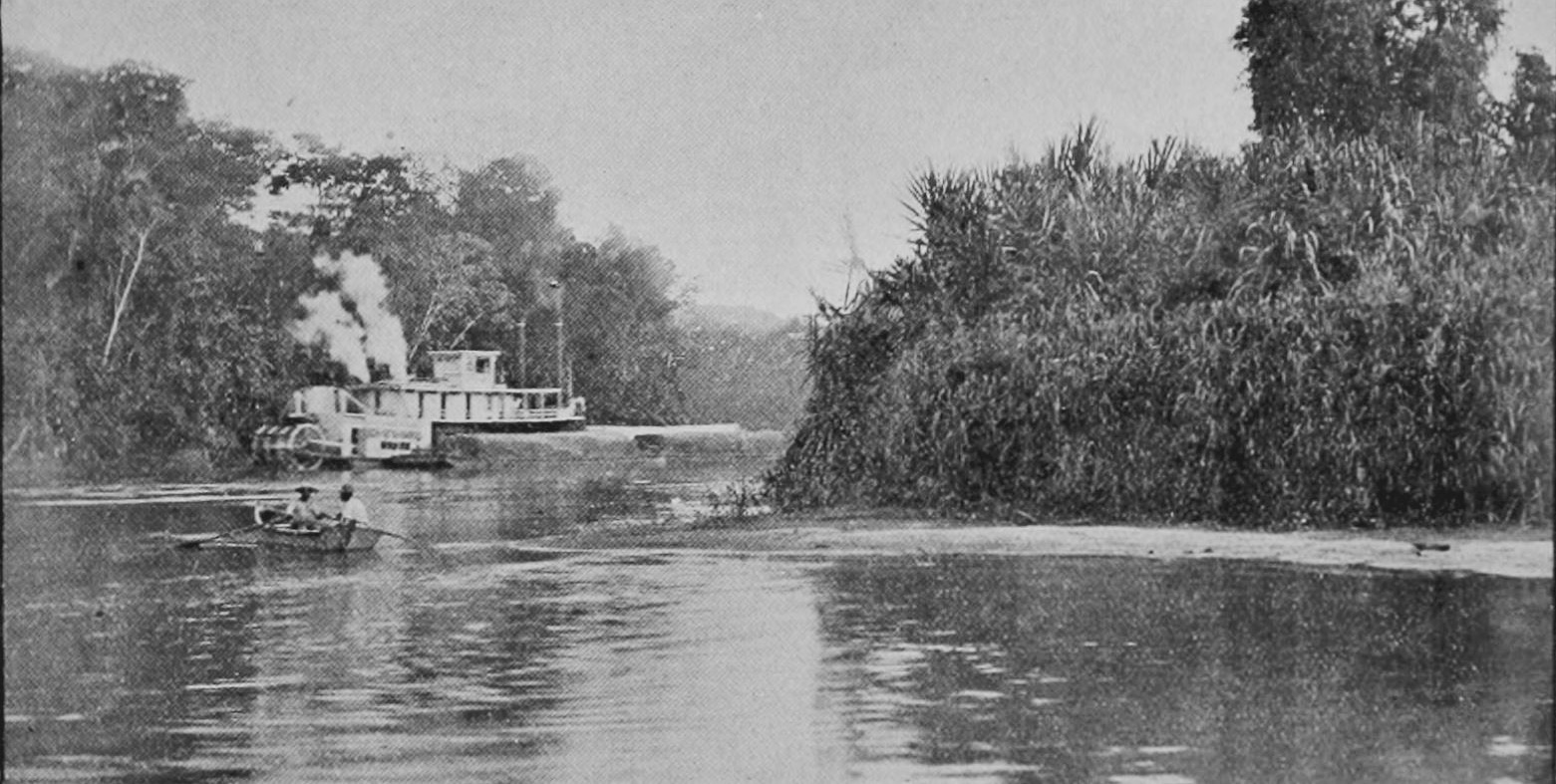
Vapor del ferrocarril Verapaz transportando café
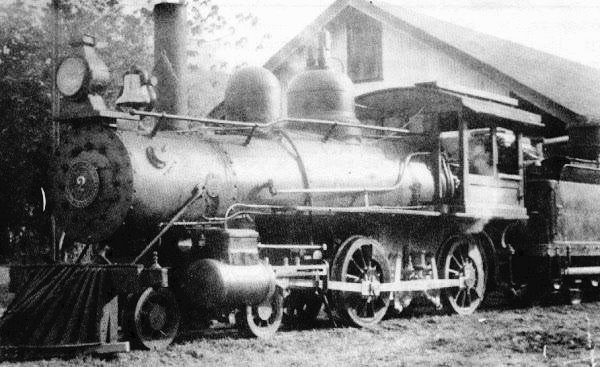
Locomotora del ferrocarril Verapaz en la década de 1900

## Demografía

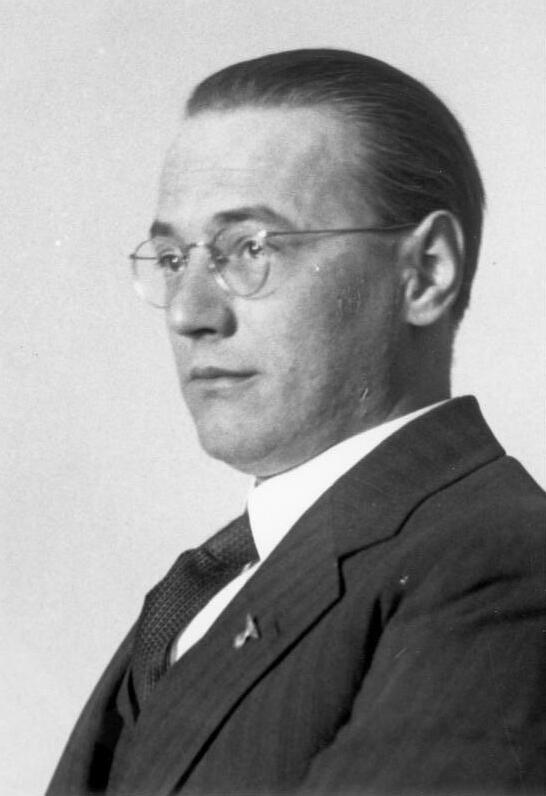
Otto Langmann, pastor evangélico guatemalteco con raíces alemanas.

En 1998, los alemanes Uli Stelzner y Thomas Walther filmaron un documental llamado Los civilizadores. Entrevistaron a una significativa parte de la actual élite empresarial alemana que vive en Alta Verapaz y en ciudad de Guatemala. Uli Stelzner dice que se «desenmascaró el racismo alemán» al indígena y que los hijos de los primeros alemanes que llegaron a Guatemala «siguen convencidos de pertenecer a una cultura superior». En Guatemala, según la embajada de Alemania, hay más de 5000 germanos viviendo en Guatemala, más otros miles de descendientes. Junto a España, Alemania es el principal socio comercial de Guatemala en Europa. En el Registro Nacional de las Personas (RENAP) de Cobán y la ciudad capital se siguen inscribiendo niños con apellidos como Kunze, Euler, Buechsel, Winter, Hengstenberg, Quirin, Kouffer, Noak, entre otros.
En 2002, la revista alemana Risse im Context XXI describió que el gobierno de Hitler envió en 1942 a un doctor llamado Gerhard Enno Buß a inspeccionar Alta Verapaz. «Su objetivo era certificar una tesis de superioridad aria», decía la publicación. Sus estudios tomaron como base los niños que acudían a la Escuela Alemana de Cobán. Según la revista, Gerhard estudió la composición genealógica de los arios puros, medio-alemanes e indígenas. La conclusión descrita en la revista es escueta. Gerhard decía que el mestizaje «podía mejorar» la raza maya, pero también existía «el peligro» de que no ocurriese.

### Festivales de Alemania en Guatemala
Para octubre de 2014, la escuela alemana en Guatemala y como invitado especial el embajador de Alemania en Guatemala, Matthias Sonn, celebra el 25 aniversario de la caída del Muro de Berlín y los 23 años de la unificación alemana, los alumnos del Colegio Alemán cantaron los himnos de Guatemala y Alemania, y todos participaron de un acto que simbólicamente derribó un muro que había sido decorado con dibujos. Luego hubo un baile. El Oktoberfest, introducido por los alemanes, se celebra en la ciudad de Guatemala, Antigua Guatemala y Alta Verapaz.